# Dietmar Beiersdorfer
Dietmar Beiersdorfer (ur. 16 listopada 1963 w Fürth) – niemiecki piłkarz występujący na pozycji obrońcy.

## Kariera klubowa
Beiersdorfer jako junior grał w klubach TSC Cadolzburg, TSV Altenberg, ASV Herzogenaurach, do którego trafił w 1977 roku, a w 1983 roku został włączony do jego pierwszej drużyny. W 1984 roku odszedł do drużyny 1. FC Bamberg, a w 1985 roku trafił czwartoligowego SpVgg Fürth.
W 1986 roku Beiersdorfer przeszedł do pierwszoligowego Hamburgera SV. W Bundeslidze zadebiutował 19 sierpnia 1986 roku w wygranym 3:0 meczu z Borussią Mönchengladbach. 15 listopada 1986 roku w wygranym 1:0 spotkaniu z 1. FC Köln strzelił pierwszego gola w trakcie gry w Bundeslidze. Beiersdorfer szybko wywalczył sobie miejsce w wyjściowej jedenastce Hamburga. W 1987 roku zdobył z klubem Puchar Niemiec, a także wywalczył z nim wicemistrzostwo Niemiec. W ciągu sześciu lat w barwach Hamburgera 174 spotkania i zdobył 14 bramek.
W 1992 roku Beiersdorfer odszedł do Werderu Brema, również grającego w Bundeslidze. Pierwszy ligowy mecz zaliczył tam 29 sierpnia 1992 roku przeciwko VfL Bochum (3:1). W 1993 roku zdobył z zespołem mistrzostwo Niemiec. Rok później zwyciężył z nim w rozgrywkach Pucharu Niemiec, a w 1995 roku wywalczył z Werderem wicemistrzostwo Niemiec.
Na początku 1996 roku Beiersdorfer przeniósł się do drużyny 1. FC Köln (Bundesliga). W barwach tego klubu zadebiutował 5 marca 1996 roku w zremisowanym 0:0 ligowym spotkaniu z FC Schalke 04. W 1. FC Köln spędził pół roku. Latem 1996 roku odszedł do włoskiej Reggiany, grającej w Serie A. W 1997 roku spadł z nią do Serie B. Wówczas zakończył karierę.

## Kariera reprezentacyjna
Beiersdorfer rozegrał jedno spotkanie w representancji Niemiec. Było to 1 maja 1991 roku w wygranym 1:0 meczu eliminacji Mistrzostw Europy 1992 z Belgią.